# Крейчик, Карел
Карел Крейчик (чеш. Karel Krejčík; 31 января 1857[…], Добровице[…] — 4 января 1901[…], Голешовице, Цислейтания) — чешский художник, график, иллюстратор и карикатурист.

## Биография
С детства проявлял художественный талант к рисованию. Окончил промышленную школу в Млада-Болеславе, был одним из лучших учеников. С 1884 изучал живопись в Пражской академии искусств. Однако, вскоре переключился на рисунок, который более соответствовал его умению и таланту.
После окончания академии работал художником по фарфору в Карловых Варах. Созданные Крейчиком рисунки, украшавшие вазы и другие изделия, которые затем экспортировались на Восток и других стран, пользовались большой популярностью, а некоторые из них завоевали награды на Парижской выставке.

## Творчество
Во время службы в армии, начал сотрудничать с журналом «Юмористические листы» (Humoristické listy), в котором стал помещать свои иллюстрации. Работу в журнале не прекращал до конца своей жизни.
В начале своего творчества писал жанровые картины, пейзажи, портреты девушек и детей. В 1878 поместил несколько серьезных иллюстраций в пражском еженедельнике «Světozor» и «Ruch». Его работы были замечены и год спустя Карел Крейчик стал одним из самых значимых и популярных иллюстраторов юмористических журналов Чехии
Будучи сторонником Национальной партии свободомыслящих, в 1887 году стал главным иллюстратором еженедельника младочехов «Шипы» (Šípy). Кроме того, сотрудничал с венским изданием «Wiener Caricaturen», а также с изданиями Германии, Франции и Словении. Занимался детской книжной иллюстрацией.
Похоронен на Ольшанском кладбище Праги.

## Галерея

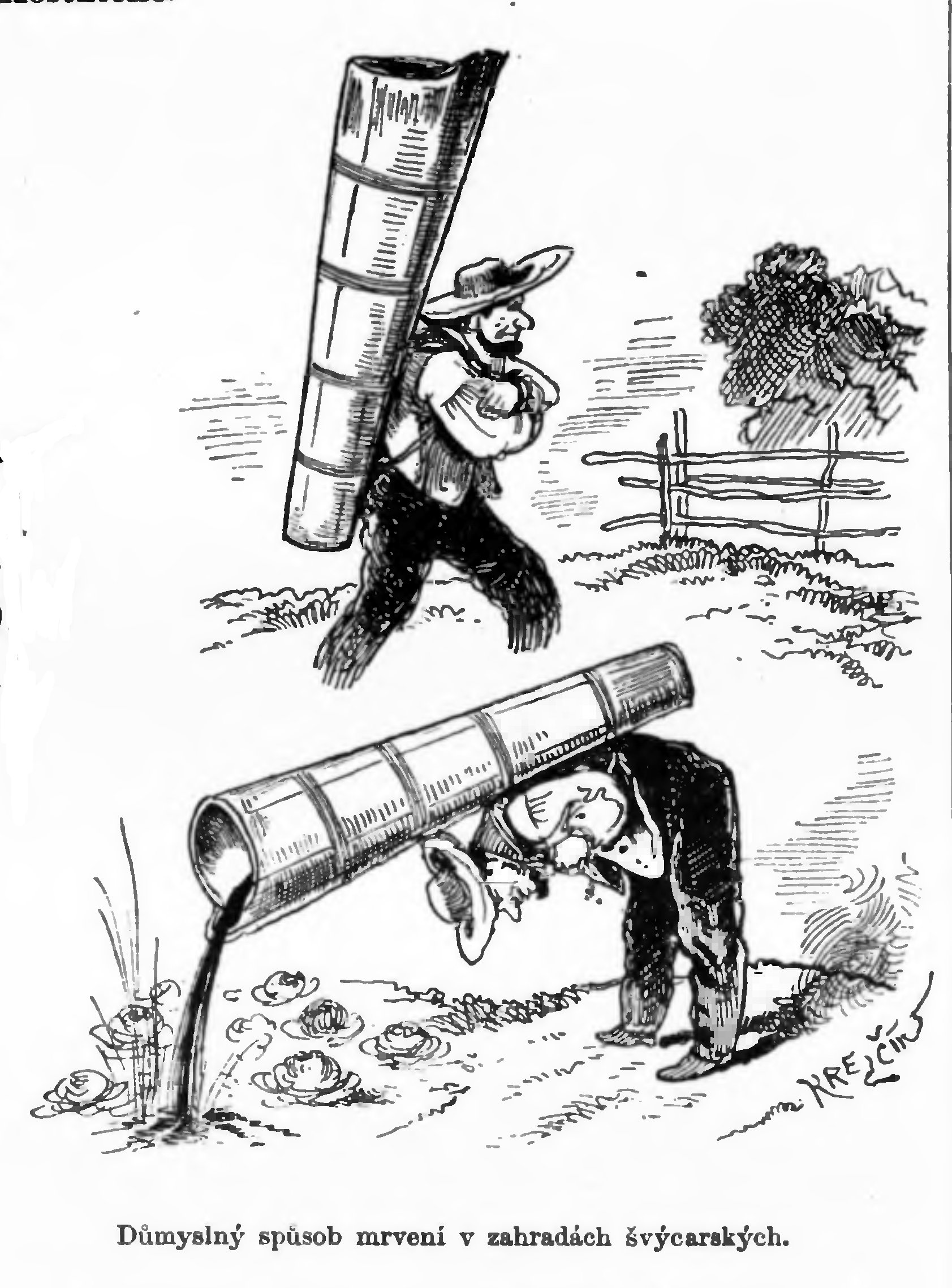
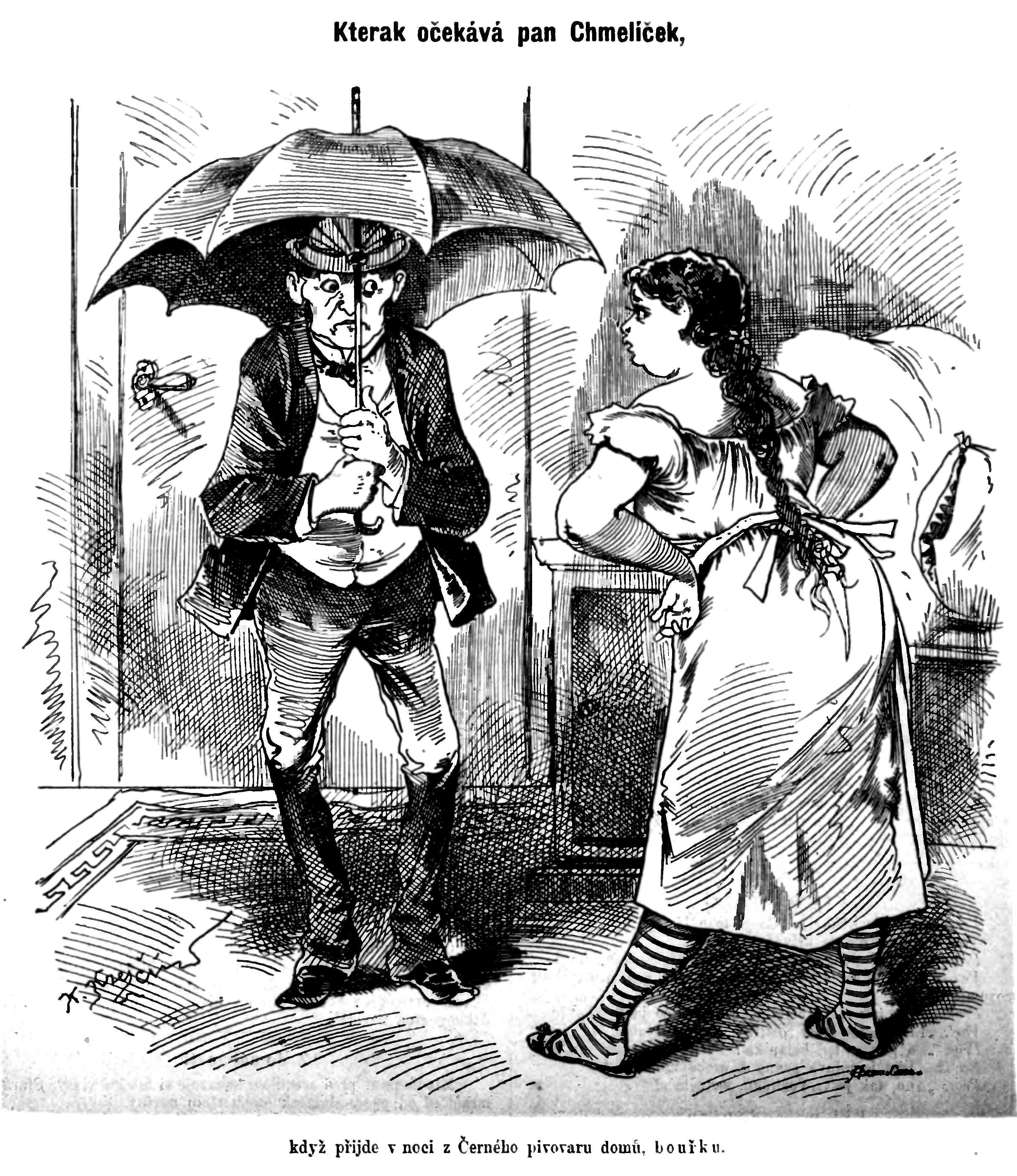
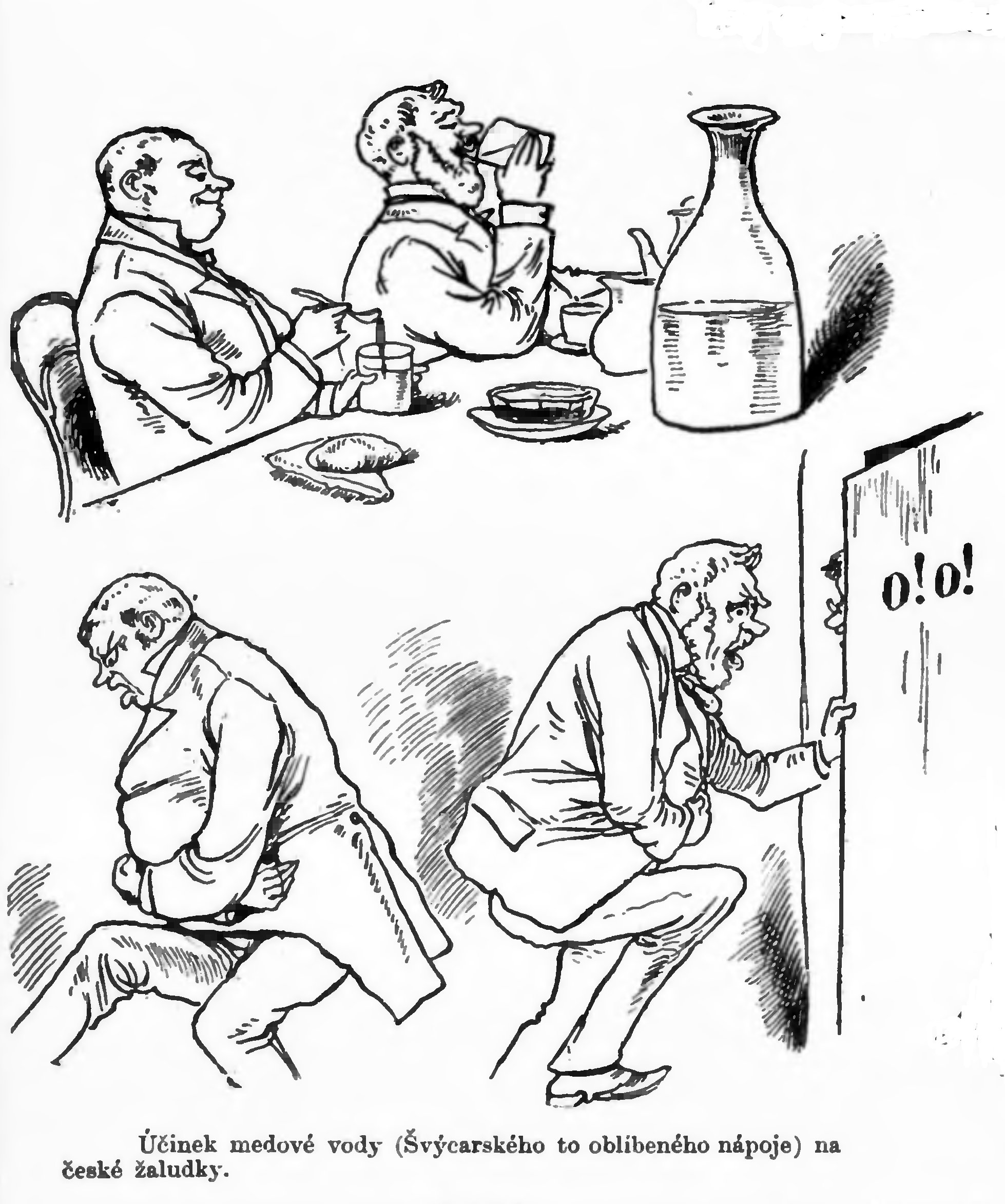
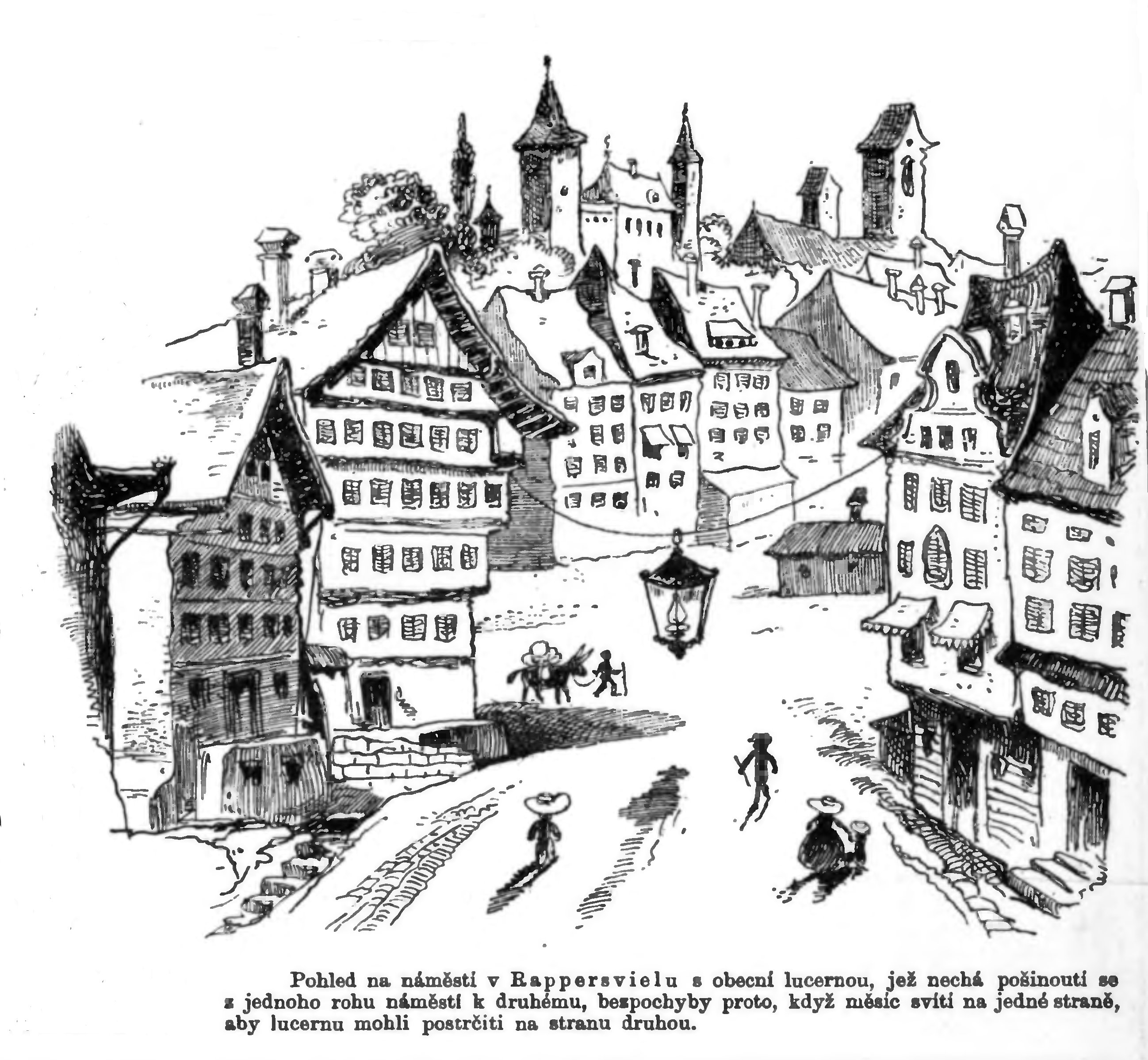